# 五条恋
五条 恋（ごじょう れん、1997年11月18日 - ）は、日本のAV女優、元グラビアアイドル、手品師。グラビアアイドル時代の芸名、結城ちか、髙橋 央、雛田 真依羽などの名義でも知られる。

## 来歴
山梨県出身。芸能事務所ECPからアイドルユニットメンバーとしてスカウトされ、宣材を撮ったカメラマンにグラビア向きと勧められたことで、2014年3月にKADOKAWAから写真集を発売。現役女子高生グラビアアイドルとしてデビュー。最初の仕事が書店流通の写真集となったのは当時としても極めて異例のことであった。なお、この時通っていた私立高校が水着仕事禁止だったため、迷うことなく退学の道を選んだ。
2015年4月26日、ヤングジャンプ第21代ぷるるんQUEENに輝く。
2015年5月、アイドルユニット「GracoRex」の立ち上げメンバーとして活動を開始。9月に卒業。10月より「GracoRex」卒業メンバーで編成された「gra-Doll」加入。2015年12月に卒業。同ユニットはその後となる2017年10月、浜田翔子、成田梨紗、稲森美優、はまだこうで再編成されたが、ユニットでの接点はない。この時期には事務所移籍をしており、「gra-Doll」以降、2015年12月31日まではデイスター預かり所属。
2016年1月1日よりソロ活動を開始し、ソロデビュー曲「ちかづきEVOLUTION」は「GracoRex」プロデューサーであったハシテツヤことTETUJAPANが手掛けている。
2016年2月には一時的に「結城千華」と改名していた。
2016年4月、アイドルユニット「NEOMARY」のプロデューサーとして活動開始。
2016年7月、17代目ミニスカポリスのメンバーとして活動開始。2017年3月15日をもってユニットが活動休止すると、ギャランティの未払いを訴えた。
2016年3月には自身が代表取締役を務める株式会社CKCエンターテイメントを設立し、所属。社名は「超絶かわいいちかりん」の略。事務手続きなどサポートとしてハシテツヤが運営に関わっていた。
2017年1月には双葉社『漫画アクション』主催のグラビアコンテスト・ミスアクション2017（前期）に参加し、ミスアクション2017特別賞を受賞。
2017年11月、堀江貴文プロデュースのアイドルマジックユニット「九尾狐-QPICCO」に加入。リーダーも務める。同時結成の「東京藍小町」は他グループとの合併を経て「ルルネージュ」として活動を継続している。
2017年、2018年にはお笑いユニット「シャーリーテンプル」としてM-1グランプリに出場（いずれも1回戦敗退）。2017年のM-1出場時はパーティで出会ったという会社員・熊澤秀道と組んだコンビであることや、「1回バツンと売れたいから」というM-1挑戦の理由から、AbemaTV『日村がゆく』の企画「M-1ナメてるグランプリ」にも出演した。
2019年6月にはプロデュースしていた「NEOMARY」と「GracoRex」が合体。「GracoRex NEO」（メンバーは結城ちか、矢崎彩音、桜井MIU、相川真夏）となり、グループとしてはライフマンシップに所属した。なお、結城ちかとして数々のアイドルユニットに参加しているが、「gra-Doll」を除き、楽曲提供など何らかの形で前述のハシテツヤが関わっていた。このあたりの顛末、裏側はハシが監督、結城が雛田名義で主演を務めた映画『TURNING POINT』および『TURNING POINT2』でもモチーフとして描かれている。
2020年8月26日には3年ぶりにイメージビデオ「溢れるユウキ」が発売された。
2020年8月1日、本名の髙橋 央（たかはし ちか）へ改名することを自身のツイッターで報告。翌2021年4月には、雛田 真依羽（ひなた まいは）への改名を報告。短期間で再び改名した理由の一つとして、同姓同名の医学者がいたことを挙げている。また新芸名は、出生時に両親が「ちか」と「まい」で迷っていたことと画数占いの結果によって決めた。当初は「日向舞」を希望していたが字画が大凶だったという。
2023年1月25日におよそ2年ぶりかつ「雛田 真依羽」に改名後初のイメージビデオ「デカメロン」が発売されたが、2022年で活動を終えるため、グラビアアイドルとしての最後のイメージビデオになった。
2022年12月に2016年から所属していたCKCエンターテイメントを退所したことを発表。経営者としても外れ、同年12月29日に行われた彼女自身のラスト撮影会を以って、グラビアアイドルの活動を終了した。それに合わせて、公式サイトや事務所のサイトが削除されている。また、自身のSNSでX（旧:Twitter）のアカウントを削除する見込みであることを書き込んだ。ただしあくまでもグラビアアイドルとしての活動終了であり、その後は、一般企業の事務に務めながらラジオ番組などは継続して出演していた。

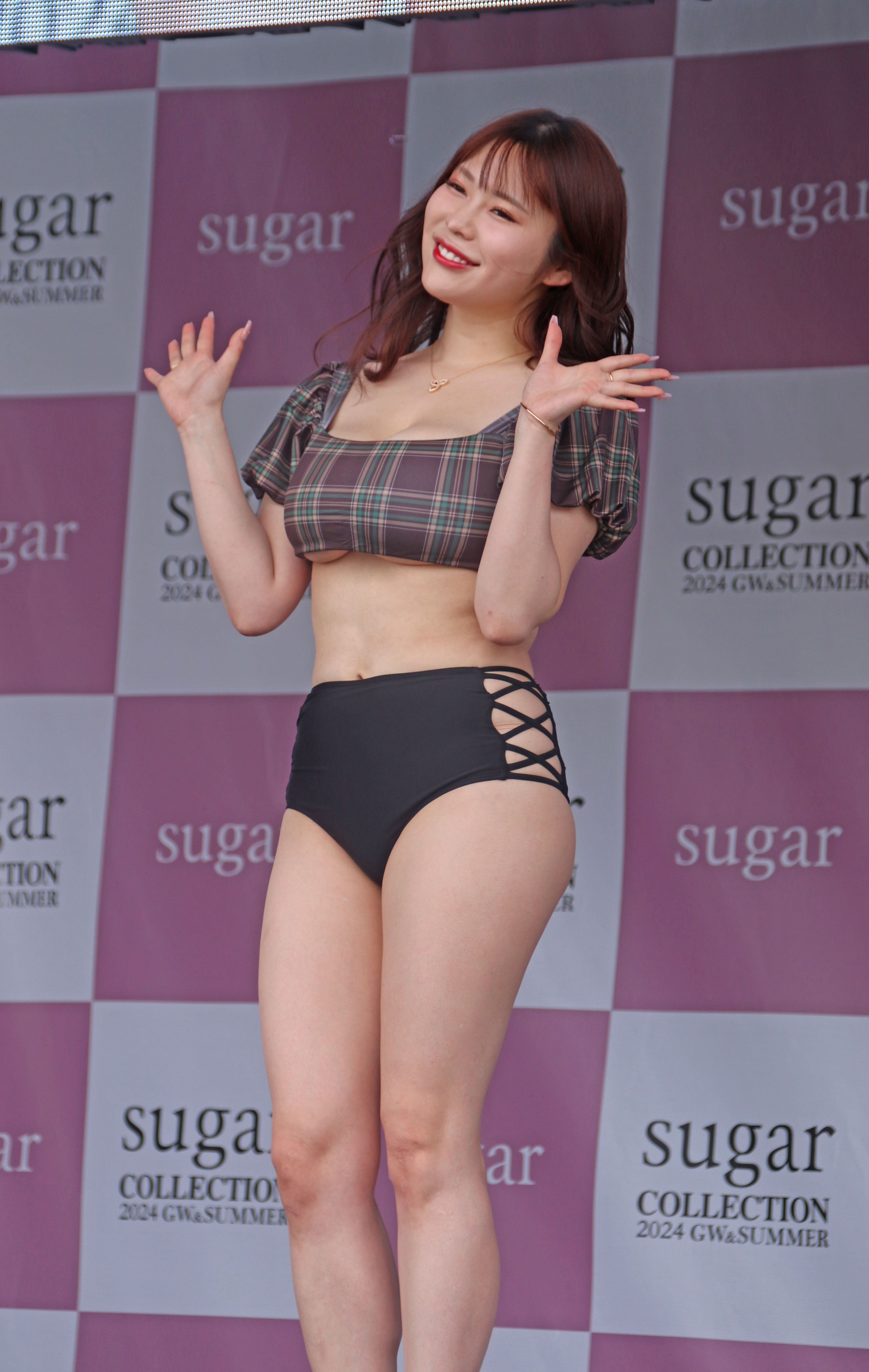
近代麻雀水着祭（2024年）

2023年9月26日、五条 恋（ごじょう れん）名義でAVデビューすることを発表。所属事務所はティーパワーズとなる。同年9月18日週FANZA通販フロアランキングにて、デビュー作『元現役女子○生グラドル 五条恋』（Blu-rayディスク版）が初登場4位を記録。9月25日週同通販ランキング第7位。同年10月16日週FANZA動画フロアランキング1位。2024年1月15日週FANZA通販フロアランキングで3位まで急浮上。
2024年1月22日週FANZA通販フロアランキングにて、『最胸グラドル五条恋 S1専属決定! 3本番』 ブルーレイディスク版が初登場10位を記録。
2024年2月3日には、ファースト写真集『恋人』の発売記念イベントを東京・神保町の書泉グランデにて開催。
2024年2月5日週FANZAレンタルフロアランキングにて、デビュー作が7位獲得。2月5日週FANZA通販ランキングでイメージビデオ『グラドルの恋』（FAIR & WAY）が1位を記録。
同年2月19日週FANZA通販フロアランキングにて、『最胸Jcup初イキッ! ねっとり性感開発大オーガズム性交 五条恋』が初登場3位にランクイン。FANZA通販フロア2月度月間AV女優ランキングで第2位を記録。
同年3月4日週FANZA通販フロアランキングにて、『交わる体液、濃密セックス 完全ノーカットスペシャル 五条恋』が初登場7位を記録した。 同フロアでの2024年3月期女優ランキング9位ランクイン。
同年4月1日週FANZA通販フロアランキングにて、『グラビアアイドル 五条恋 性欲解放 絶頂のドラム』が初登場6位にランクイン。
同年5月6日週FANZA通販フロアランキングにて、『最胸Jカップの4K機材撮影 × グラドルの超肉感パイズリ特化風俗 五条恋』 が初登場5位を記録。6月3日週FANZA通販フロアランキングで『最胸グラドル人生初大乱交! 巨根21本エンドレス無制限セックス 五条恋 （ブルーレイディスク）』が初登場8位。
同年8月には台湾・TRE台北国際成人展に登壇し話題を呼んだ。
10月14日週FANZA通販フロアランキングにおいて、イメージビデオ『裸神 五条恋』（Aircontrol）が初登場4位にランクイン。
同年11月4日週FANZA通販フロアランキングにて、出演作『S1 PRECIOUS GIRLS 2024 オールスター24名大集合ハーレムアイランドSpecial』が初登場1位にランクイン。11月11日週では同作が1位。DVD版も3位ランクイン。
2025年1月11日、写真集『RenRen』（2024年12月18日発売、ジーオーティー）の発売記念イベントを東京・秋葉原の書泉ブックタワーにて開催。

## 人物
- お笑いが好き。若手芸人に詳しい。
- 好きな食べ物はトムヤムクンヌードル[52]。
- 板野友美のファンで彼女に憧れたのが芸能界入りの理由[53]。共演が夢。
- デビュー前に乃木坂46のオーディションを受けたことがあったが、書類審査で落選している[54]。
- 下乳でフライパンを挟む特技を持ち、矢口真里の前で披露したことがある[55][56]。この特技はオーディションで一芸を披露しなくてはならない機会が度々あったものの、これといった特技がなかったことから編み出された[57]。
- AVデビュー作を鑑賞した巨乳評論家の杜哲哉は「特筆すべきは薄ピンクの美しくて大きな乳輪。これを確認するだけでも作品を見る価値があります」と言及している[58]。
- 芸名・五条恋の由来は海外にも知られる名前にしたいため、好きなキャラクターである『呪術廻戦』の五条悟にあやかった[59]。またそれまで使用した芸名が一目で読まれにくいものだった反動もあるという[59]。

## 出演

### テレビ
- つんつべバク音（東京MXテレビ）
- GracoRexパーティー（アイドル専門チャンネル・Pigoo）
- X-GUNさがね＆髙橋央のエンタメガトン情報局（2021年1月25日 - 3月23日、TOKYO MX）[26][60]
- 私のターニングポイント（2021年9月17日、YBS山梨放送）MC

### ラジオ
- GracoRex グラドルコレクション（下北FM）
- DJ Tomoaki's Radio Show!（下北FM）
- NEOMARYと癒しの時間（渋谷クロスFM）
- GIRLS ♥GIRLS ♥GIRLS =flying high=『上月せれなのラジオモンスター』（2017年4月4日 - 、FM-FUJI）[61][62]
- エンタメジャック IN Shibuya（2018年2月22日、3月22日 - 2023年10月26日、2024年1月18日 - 3月28日、5月28日 - 10月24日、12月26日 - 2025年3月27日、渋谷クロスFM）※2018年2月はゲスト、3月以降は第4週アシスタントMC
- X-GUN のぐんサタ☆クリスマス（2020年12月20日、YBSラジオ）

### 雑誌
- 週刊プレイボーイ（集英社）
- 週刊ヤングジャンプ（集英社）
- アサ芸Secret（徳間書店）
- ファイナルボックス（マイウェイ出版）
- ヤングアニマル嵐（白泉社）

### WEB・携帯サイト
- ケータイYJ ぷるるんサバイバル
- バクNEWクイーンコンテスト
- マイスマTV
- ヤングチャンピオン公式モバイルサイト
- バラエティ開拓バラエティ 日村がゆく（2017年12月20日、ABEMA）シャーリーテンプルとして
- バラステ/私って、美人ですよね？（2018年12月9日、ABEMA）
- 矢口真里の火曜The NIGHT（2019年3月7日[63]、ABEMA）九尾狐-QPICCO-として
- スピードワゴンの月曜The NIGHT（2020年9月15日、ABEMA）[64]
- バイトリーダー大崎純子（2021年5月、エンタメイティブ）- 大崎純子 役（主演）[65][66]
- 雛田真依羽のまいっちんぐぅ〜（2022年2月15日 - 8月2日[67]、鳥越アズーリFM）※番組最終回は同年9月6日だが未出演[68]。

### 映画
- 多動力 THE MOVIE（2019年、監督：ハシテツヤ）[69]
- セイキマツブルー（2020年、監督：ハシテツヤ）[70]
- TURNING POINT（2022年4月9日、監督：ハシテツヤ） - 坂本凛（爆天グラマラス） 役（主演）[71]
- TURNING POINT 2（2022年12月10日、監督：ハシテツヤ） - 坂本凛 役（主演）[72]

### ゲーム
- グラドルコレクション（2014年、Lifemanship）[73]
- 17代目ミニスカポリス（2016年9月、Lifemanship）[73]

### イベント
- AKIBA TOKYO COLLECTION
- 第2回 AKIBA TOKYO COLLECTION
- TIF2016（TOKYO GRAVURE IDOL FESTIVAL 2016）

## 作品
◎はBD版発売作品。

### アダルトビデオ
- 元現役女子◯生グラドル 五条恋（10月24日、S1 NO.1 STYLE）◎ [58]

- 最胸グラドル五条恋 S1専属決定! 3本番（2月27日、S1 NO.1 STYLE）◎ [74]
- 最胸Jcup初イキッ! ねっとり性感開発大オーガズム性交 五条恋（3月26日、S1 NO.1 STYLE）◎
- 交わる体液、濃密セックス 完全ノーカットスペシャル 五条恋（4月9日、S1 NO.1 STYLE）◎
- グラビアアイドル 五条恋 性欲解放 絶頂のドラム（5月14日、S1 NO.1 STYLE）◎
- 最胸Jカップの4K機材撮影 × グラドルの超肉感パイズリ特化風俗 五条恋（6月11日、S1 NO.1 STYLE）◎
- 最胸グラドル人生初大乱交! 巨根21本エンドレス無制限セックス 五条恋（7月9日、S1 NO.1 STYLE）◎
- グラドルの最胸おっぱいに挟まれたい… Jカップパイズリでおち●ぽトロけさせる五条恋の谷間ま●こビッチ5シチュエーション ALL挟射スペシャル（8月13日、S1 NO.1 STYLE）◎
- グラビアアイドルが本気で貴方の自慰行為サポート 4K機材で撮った疑似体験オナてつ主観映像 × 特殊魚眼レンズで撮った超肉感Jカップ × バイノーラル機材で録った下品すぎる耳元淫語 五条恋（9月10日、S1 NO.1 STYLE）◎
- グラビアJcupおっぱいの最胸乳圧シゴき! 肉包感・重量感・密着感ひたすら爆乳を味わい尽くすスペシャル施術五条恋式パイズリ挟射エステ（10月8日、S1 NO.1 STYLE）[75]
- 男を虜にする無意識のたわわな誘惑 隠しきれない最胸着衣Jカップ 五条恋（11月12日、S1 NO.1 STYLE）
- 乳イカセ相部屋NTR セクハラ・パワハラ・嫌味・粘着… 不適切で時代遅れで軽蔑している中年上司に乱暴に揉み堕とされたJcupグラドル 五条恋（12月10日、S1 NO.1 STYLE）
- S1 PRECIOUS GIRLS 2024 オールスター24名大集合ハーレムアイランドSpecial（12月10日、S1 NO.1 STYLE）◎ [76][77][78]

- 離島に転任したJcup女教師はいい年して下品な水着着させられエロ乳まる出しで廻される 五条恋（1月14日、S1 NO.1 STYLE）
- エスワン20周年記念 AV業界史に残る最強タッグ作品 世界に誇る一流女優たちが極上ご奉仕してくれる 超S1級 ハーレム風俗フルコース（1月28日、S1 NO.1 STYLE）◎ [79]
- 媚薬でアヘってポルチオ玩具責めで死ぬほどイッた後にデカ乳もげる程の肉弾ピストン! AV史上一番ヤバいトランスFUCK 五条恋（2月11日、S1 NO.1 STYLE）
- 毎朝同じ車両に乗るJcup巨乳美人を我慢できずにメチャクチャ痴漢してやったら… まさかの俺のテクの虜に。 五条恋（3月11日、S1 NO.1 STYLE）
- JcupグラドルがAV女優へと進化していく1年間。 五条恋 初ベスト デビュー1周年 最新12タイトル12時間 五条恋（3月25日、S1 NO.1 STYLE）◎ ※単体ベスト
- 毎朝ゴミ捨て場で収まりきらないハミ乳を無防備に見せつけてくるJcup爆乳お姉さん 五条恋（4月8日、S1 NO.1 STYLE）
- エスワン20周年記念 AV業界史に残る最強タッグ作品 SUPER VVVIP 乱交 PARTY 舐めまくり 挿れまくり イキまくり 非日常で乱れまくる奇跡のドリーム大共演（4月8日、S1 NO.1 STYLE）◎ [80]
- いつも僕を軽蔑している生意気な姉とまさかの立場逆転!? Jカップおっぱいを毎日30分間だけ好き放題できる絶対服従エンペラータイム 五条恋（5月13日、S1 NO.1 STYLE）
- エスワン20周年記念 AV業界史に残る最強タッグ作品 世界トップクラスの美女に囲まれて柔らか艶肌むぎゅむぎゅ超密着! スッキリ連続射精! キス、乳首、股間… 性感帯シンクロ同時責め【主観】あなただけの性処理専門全裸メイド倶楽部（5月27日、S1 NO.1 STYLE）◎ [81]
- 緊縛Jcup女教師 肉オナホレ●プ輪姦 弱みを握られた巨乳教師は拘束され好き放題揉みしゃぶり舐め輪姦される… 五条恋（6月10日、S1 NO.1 STYLE）
- ブライダルエステNTR フィアンセの隣でお漏らしハメ堕ちたJcup爆乳花嫁 五条恋（7月8日、S1 NO.1 STYLE）
- エスワン20周年記念 AV業界史に残る最強タッグ作品 1×18。AVメーカーS1所属の新人ADの俺は、最高セクシー女優様たちにこっそりシコられ、ハメられ、エロいことに巻き込まれる、AV職場ラッキーSEX（7月22日、S1 NO.1 STYLE）◎ [82]
- 勃起回復 & 連続射精 & 快感倍増! 超新感覚トロットロ極液専門Jカップ密着メンズサロン 五条恋（8月12日、S1 NO.1 STYLE）

### アダルトVR
- VR NO.1 STYLE グラビアアイドル ＜五条恋＞ 最胸Jcup 解禁（2024年5月25日、S1 NO.1 STYLE）
- 「えっ、、これAVじゃないですよね?」 Jcup最胸グラドルを騙して… おっぱいをひたすら開発しつづけるド迫力おっぱい特化フェチアングルVR 五条恋（2025年5月29日、S1 NO.1 STYLE）

### イメージビデオ
2014年
- ピュアスマイル（7月25日、竹書房）
- ユウキのチカい（10月20日、ラインコミュニケーションズ）

2015年
- ユウキ凛々セブンティーン（2月27日、シャイニングスター）[83]
- ちかっ!（9月25日、エスデジタル）

2016年
- もっと貴方にちかづきたい（11月11日、グレイトワークス）

2017年
- おっぱい 1000mm Iカップ （2月10日、ゼウス）◎
- 愛おしい愛（4月10日、IMPACT）◎
- ちか好いちゃった（6月25日、QH映像）
- ラブミッション（8月26日、男気屋）

2020年
- 溢れるユウキ（8月26日、スパイスビジュアル）※「結城ちか」名義最後のイメージビデオ
- 誘惑（12月18日、スパイスビジュアル）※「髙橋 央」改名後初のイメージビデオ

2021年
- Encounter（4月30日、スパイスビジュアル）※「髙橋 央」名義最後のイメージビデオ

2023年
- デカメロン（1月25日、スパイスビジュアル）※「雛田真依羽」改名後初のイメージビデオ

2024年
- グラドルの恋 五条恋（3月12日、FAIR & WAY）◎
- 裸神 五条恋（11月26日、Aircontrol）◎

2025年
- Ren 恋するエキゾチカ（4月3日、REbecca）◎

### 写真集
結城ちか 名義
- YUUKIいっぱい（2014年3月28日、KADOKAWA、撮影：天野功） ISBN 978-4-04-729623-7
- ちかづくゆうき（2018年4月30日、プリヴェコミュニケーションズ、撮影：野川イサム）ISBN 978-4-434-24524-4

五条恋 名義
- 五条恋1st写真集『恋人』（2024年1月30日、ジーオーティー、撮影：冨貴塚宏樹）ISBN 978-4-8236-0574-1
- 五条恋写真集『RenRen』（2024年12月18日、ジーオーティー、撮影：野澤亘伸）[51] ISBN 978-4-8236-0783-7

### デジタル写真集
2024年
- 恋の胸さわぎ 五条恋 アサ芸SEXY女優写真集（2月16日、徳間書店、撮影：高橋慶佑）
- スペシャル企画 全裸deサンバ! FRIDAYデジタル写真集（3月22日、講談社、撮影：中場敏博）※有岡みう、菊乃らんと共演[84]。
- Jcup DREAM 五条恋デジタル写真集（11月1日、双葉社、撮影：浜田一喜）
- S1キャンペーン〜20th anniversary〜 No.1 Photo Book 2024（11月12日、FANZA BEAUTY COLLECTION）※「S1 NO.1 STYLE」9名の撮り下ろし写真を収録。FANZA限定配信。

2025年
- ご褒美chebs 五条恋（3月4日、a-list photo anthology）
- S1 COLLECTION vol.1（4月22日、a-list photo anthology）※「S1 NO.1 STYLE」専属女優15名によるオムニバス写真集。
- 五条恋1st写真集『恋人』増ページ【デジタル特装版】（5月1日、ジーオーティー、撮影：冨貴塚宏樹）※紙書籍版を再編集し、未公開カットを追加した電子書籍限定版。表紙写真も紙書籍版とは異なる。

## 製品

### カレンダー
- 五条恋 2025年カレンダー（2024年10月26日、トライエックス）
- 卓上 五条恋 2025年カレンダー（2024年10月26日、トライエックス）